# الخط البنفسجي (سوريا)

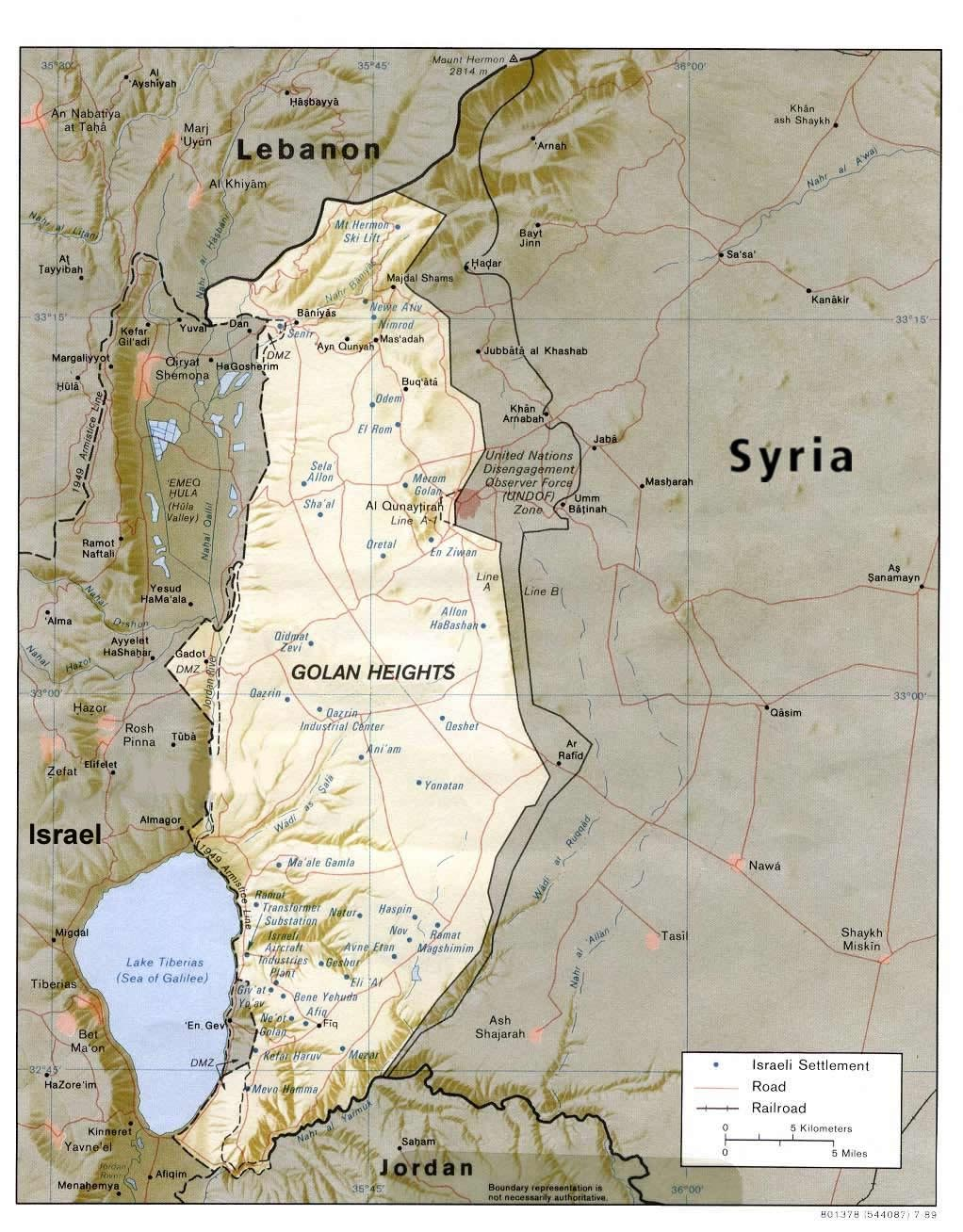
منطقة قوة الأمم المتحدة لمراقبة فض الاشتباك (الخط البنفسجي) في مرتفعات الجولان بمثابة الحدود الفعلية بين إسرائيل وسوريا

كان الخط البنفسجي هو خط وقف إطلاق النار بين إسرائيل وسوريا بعد حرب الأيام الستة عام 1967 ويعمل كحدود الأمر الواقع بين البلدين.

## التاريخ
حصلت سوريا على استقلالها عن فرنسا عام 1946، وفي 14 مايو 1948 انسحب البريطانيون من فلسطين عندما أعلنت إسرائيل استقلالها. شاركت القوات السورية في حرب 1948 بين القوات العربية ودولة إسرائيل المنشأة حديثًا. في عام 1949، تم توقيع اتفاقيات الهدنة ورسمت حدود مؤقتة بين سوريا وإسرائيل (بناءً على الحدود الدولية لعام 1923؛ انظر مؤتمر سان ريمو). اشتبكت القوات السورية والإسرائيلية في مناسبات عديدة في ربيع عام 1951. وتوقفت الأعمال العدائية، التي انبثقت عن معارضة سورية لمشروع تصريف إسرائيلي في المنطقة منزوعة السلاح، في 15 مايو / أيار، بعد تدخل مجلس الأمن التابع للأمم المتحدة.

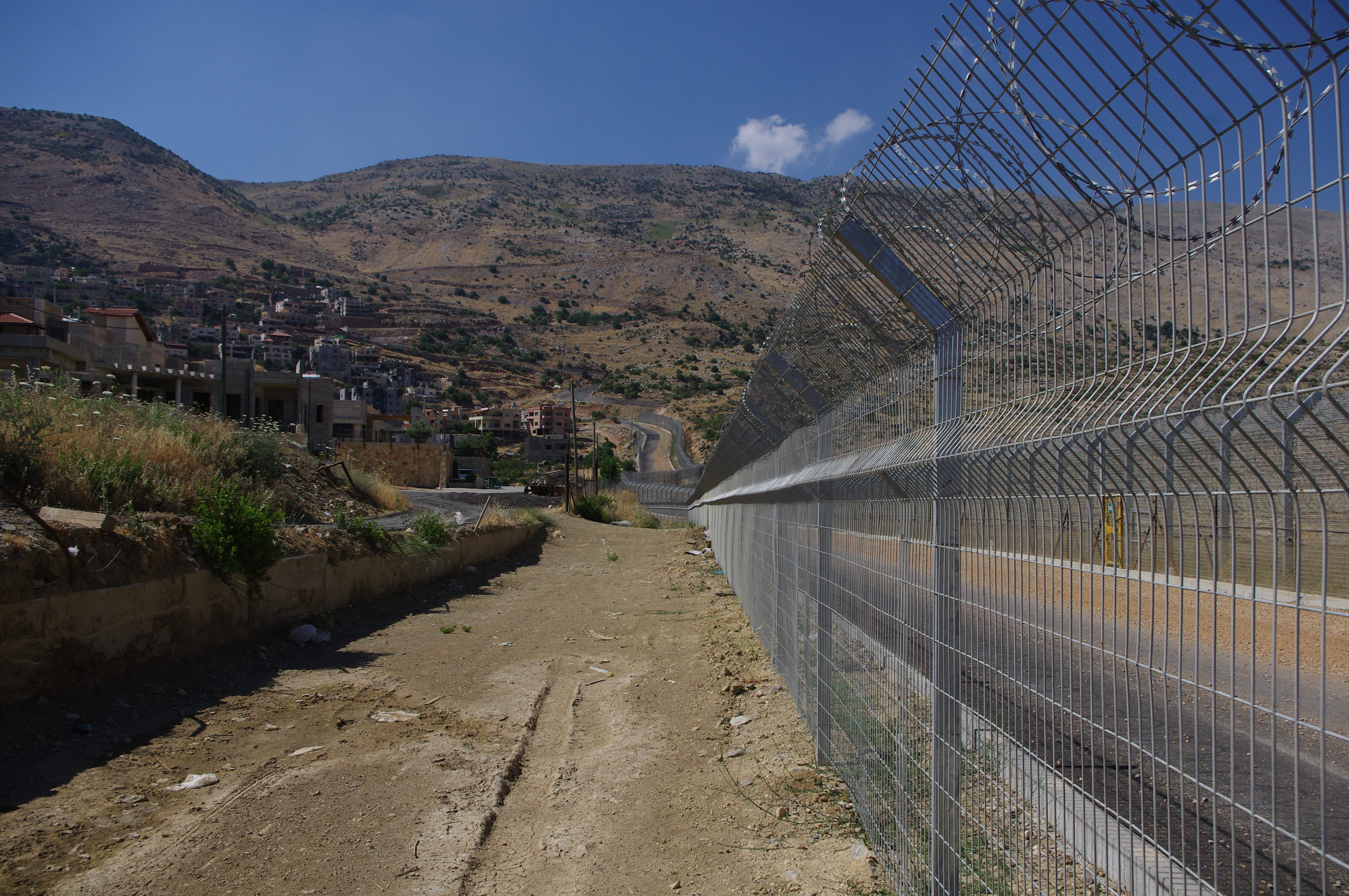
الخط البنفسجي عبر مجدل شمس في هضبة الجولان

في يونيو 1967 بعد قتال سوريا والأردن ومصر في حرب الأيام الستة ، استولت إسرائيل على كامل طول مرتفعات الجولان بما في ذلك مدينتها الرئيسية القنيطرة. تم الإشراف على خط وقف إطلاق النار الناتج (الذي أُطلق عليه اسم «الخط البنفسجي» كما رسم على خرائط الأمم المتحدة) من خلال سلسلة من المواقع ومراكز المراقبة التي يديرها مراقبون من هيئة الأمم المتحدة لمراقبة الهدنة وأصبح الحدود الفعالة الجديدة بين إسرائيل وسوريا.
في هجوم مفاجئ يتكون من دفع مدرع هائل، عبر السوريون الخط الأرجواني إلى مرتفعات الجولان خلال حرب أكتوبر عام 1973. بعد عدة أيام من القتال العنيف للغاية في الجولان، تم دفعهم إلى عمق أعمق في سوريا، واحتلت إسرائيل المزيد من الأراضي داخل سوريا وراء الخط الأرجواني بحلول الوقت الذي تم التوصل فيه إلى وقف إطلاق النار. في مفاوضات فك الاشتباك بعد الحرب، اتفقت إسرائيل وسوريا في 31 مايو 1974 على سحب قواتهما من مرتفعات الجولان إلى الخط الأرجواني. وفي نفس اليوم، تم إنشاء منطقة عازلة تابعة للأمم المتحدة، وأنشأت الأمم المتحدة منطقة قوة مراقبة فض الاشتباك بعد تبني قرار مجلس الأمن رقم 350.